# Rabbits on the Run
Rabbits on the Run är den amerikanska singer-songwritern Vanessa Carltons fjärde album. Albumet släpptes 2011 på skivbolaget "Razor & Tie".

## Låtlista
1. "Carousel" (Vanessa Carlton) 3:16
2. "I Don't Want To Be A Bride" (Carlton, Ari Ingber, Steve Osbourne) 4:01
3. "London" (Carlton) 4:17
4. "Fairweather Friend" (Carlton) 3:55
5. "Hear The Bells" (Carlton) 3:44
6. "Dear California" (Carlton, Ingber) 3:19
7. "Tall Tales For Spring" (Carlton) 4:28
8. "Get Good" (Carlton) 3:54
9. "Marching Line" (Carlton) 3:30
10. "In The End" (Carlton) 2:53